# Kostyantyn Zaytsev
Pour les articles homonymes, voir Zaytsev.
Kostyantyn Zaytsev (en ukrainien : Костянтин Володимирович Зайцев), né le 20 mai 1976 à Dnipropetrovsk, est un rameur ukrainien.

Il participe aux Jeux olympiques d'été de 2000 et à ceux de 2012. 